# Сингиновский
Сингиновский — хутор в Шолоховском районе Ростовской области России.
Входит в состав Кружилинского сельского поселения.

## География
Расстояние до районного центра с учётом доступа транспортом — 32 км.

## Население
| 2010 |
| ---- |
| 134  |

## Улицы
- ул. Западная,
- ул. Северная,
- ул. Степная.